# Rue Aimé-Morot
La rue Aimé-Morot est une voie du 13e arrondissement de Paris, en France.

## Situation et accès
La rue Aimé-Morot est une voie publique située dans le 13e arrondissement de Paris. Elle débute au 65, boulevard Kellermann et se termine  avenue Caffieri.

## Origine du nom
Elle porte le nom du peintre Aimé Morot (1850-1913).

## Historique
Cette rue est ouverte en 1933 sur l'emplacement du bastion no 85 de l'enceinte de Thiers et prend sa dénomination actuelle l'année précédente.